# Priolepis nuchifasciata
Priolepis nuchifasciata es una especie de peces de la familia de los Gobiidae en el orden de los Perciformes.

## Morfología
Los machos pueden llegar a alcanzar los 4 cm de longitud total.

## Distribución geográfica
Se encuentra desde Australia, Nueva Guinea, Indonesia y Filipinas hasta Hong Kong y el Golfo de Tailandia.

## Observaciones
Es inofensivo para los humanos.